# Tarleton
Tarleton – wieś w Anglii, w hrabstwie Lancashire, w dystrykcie West Lancashire. Leży 47 km na północny zachód od miasta Manchester i 303 km na północny zachód od Londynu. Miejscowość liczy 5350 mieszkańców.